# Odontoglossum vierlingii
Odontoglossum vierlingii là một loài thực vật có hoa trong họ Lan. Loài này được Senghas mô tả khoa học đầu tiên năm 2000.